# جيان زيغلر
جيان زيغلر (الألمانية السويسرية الموحدة: Jean Ziegler، و. 1934  م) هو سياسي، وعالم اجتماع، وكاتب، وأستاذ جامعي، من سويسرا، ولد في ثون، هو عضوٌ في الحزب الاشتراكي الديمقراطي السويسري، شارك في مجلس حقوق الإنسان.

## مناصب
تولى منصب المقرر الخاص للأمم المتحدة (1999–2007)، وعضو المجلس الوطني السويسري (1986–1998)، وعضو المجلس الوطني السويسري (1966–1982).

## التعليم
تعلم في جامعة برن، وجامعة جنيف.

## جوائز
حصل على جوائز منها:
- جائزة الكوكب الأزرق (2012)
- جائزة القذافي لحقوق الإنسان
- فارس وسام الفنون والآداب.

## وصلات خارجية
- جيان زيغلر على موقع IMDb (الإنجليزية)
- جيان زيغلر على موقع مونزينجر (الألمانية)
- جيان زيغلر على موقع قاعدة بيانات الفيلم (الإنجليزية)